# 网络谜踪
《网络谜踪》（英語：Searching）是一部於2018年上映的美國心理驚悚片，由安尼什·查根蒂和塞夫·奧亨尼恩（Sev Ohanian）編劇，查根蒂更擔任導演，此亦是其執導首作。電影主要是從智慧型手機和電腦螢幕的角度拍攝，講述關於一名父親試圖尋回他失蹤的16歲女兒。此片由趙約翰及黛博拉·梅辛主演，這是第一部由亞裔美國演員主演的好萊塢主流驚悚片。
本片2018年1月21日在辛丹斯電影節上首映，並在2018年8月24日由幕寶電影公司於美國發布。電影獲得商業上重大的成功，在88萬美元的製作預算下獲得全球總計7,546萬美元的票房，並在其執導方向、演出、獨特的視覺呈現及不可預知的故事情節而獲得讚譽。在獨立精神獎上，趙約翰被提名角逐最佳男主角。
2023年推出獨立詩選續集《人肉搜索2：失蹤搜救》。

## 劇情
故事講述大衛·金（趙約翰 飾）與妻子帕美拉（莎拉·孫 飾）及女兒瑪歌（米雪兒·羅 飾）一家於聖荷西愉快地生活著。兩年前，帕美拉因罹患淋巴癌去世。自此以後，大衛跟瑪歌的關係變得疏遠了。有一晚，16歲的瑪歌外出到朋友家中參與讀書會，自此就沒有再回家。當晚深夜，瑪歌曾致電父親三次，然而大衛因為正在熟睡當中而沒有接聽來電。翌日早上，大衛無法聯絡到瑪歌，以為她很早起床然後上學去了。後來，他記起女兒有上鋼琴課，於是致電給她的鋼琴老師，然而老師卻告訴他女兒在6個月前已沒有到那裡上鋼琴課了。大衛發現瑪歌一直把鋼琴課的學費存起並把2,500美元轉移到Venmo的一個已刪除的帳戶中。此時大衛意識到瑪歌失蹤了，於是他報警求助。案件由警員維克（黛博拉·梅辛 飾）主導偵查，她要求大衛提供有關瑪歌的個性與朋友方面關係的資訊。
維克致電大衛指瑪歌自己製作了一張假的身份證，並在城外的公路監視器影像拍得她的汽車，暗示瑪歌可能是離家出走。大衛絕不會相信瑪歌離家出走的事，但一點線索也沒有，大衛決定從沒有其他人看過，並且保存著女兒所有秘密的筆記型電腦中搜尋線索。大衛設法進入瑪歌的社交帳戶並跟嘗試她的聯絡人對話，但發現女兒自她母親去世後便沒甚麼親密好友。此時他發現瑪歌一直在使用一個直播網站，並且經常跟一個用戶交流。維克對此進行調查，並稱那人是無辜的，她現在身處匹茲堡。而從瑪歌的社群網站中，大衛發現女兒經常到一處稱為巴博薩湖（片中虚构地点）的地方，那裡位於她最後出現的地點附近。他得到這些線索後立即駕車前往，並在地上拾找到了瑪歌喜愛的寶可夢鑰匙圈。警方到達並發現瑪歌的車在湖水下，並發現車上一個裝著$2,500美元的紙袋，但瑪歌卻不在車廂中。事件經過新聞報導後，不少志願者加入警方的搜索行動。之後，大衛同一名在網路上消費他女兒的人發生肢體衝突，維克對此不滿，指責大衛把情況弄的更糟了，警告他不要再介入調查工作。
大衛需在女兒永遠消失前追尋她的線索，他從網上新聞檢視著現場的相片，留意到其弟弟彼得的外套竟出現在車廂中，後來他發現彼得跟瑪歌之間的短信，暗示著二人有事瞞著大衛。當大衛駕車到彼得的家跟他當面對質時，後者稱他們只是一起吸食大麻，並指責大衛沒有注意到女兒的心情，是一個無能的父親。後來，維克來電表示，一名叫蘭迪·卡特夫的更生人在一部網路影片中承認曾性侵並將瑪歌殺害後。但維克聲稱說到現場時，卡特夫已經死亡。
事已至此，大衛為瑪歌安排追思晚會。當大衛把照片上傳到殯葬視頻服務時，他留意到該網站的照片竟與視頻博客的用戶使用同一人的照片。大衛正要告知維克此事時，他無意中發現維克並非被分派處理這案件，而是她自願調查此案。大衛於網上搜索維克，發現她在一個針對更生人的志願者計劃中認識卡特夫。大衛把他所知道的這一切告訴警察，並在瑪歌的追思晚會上把維克逮捕。
幾天後，維克承認謀殺及其他控罪，以換取警方對她的兒子羅拔控罪的寬容處理：由於羅拔喜歡上瑪歌，故利用直播網站用戶的假身分來接近她，當瑪歌把$2,500美元給他，好讓他用作母親的醫療費用時，羅拔因感到內疚而決定向瑪歌坦白，期間二人發生爭執，羅拔把瑪歌推進五十英尺深的峽谷中。事後維克決定要把此事掩飾掉：她把瑪歌的車推進湖中，並偽造了假身份證的事情及那直播網站用戶正在匹茲堡的事。當大衛發現到瑪歌的車，從而使瑪歌離家出走的說法不符，維克繼而迫使卡特夫成為替罪羊...... ，當警察問及瑪歌身處位置時，維克指瑪歌在山溝裡，即使她倖存下來，五天裡沒有水她也不能存活。當維克說出這段自白時，大衛馬上要求警方掉頭前往湖邊，因為他記得三天前曾下過一場暴雨，可能為瑪歌提供水分，因此如果她沒有摔死。那她只缺水兩天。在山溝裡，救援人員終於發現身受重傷但仍倖存的瑪歌。
兩年後，瑪歌正在申請大學，主修鋼琴，申請狀態為待定。而照片和文字顯示瑪歌與大衛之間的關係有著很大的改善。

## 演員
- 趙約翰 飾 大衛·金（David Kim），帕美拉·南的丈夫、瑪歌·金的父親。
- 莎拉·孫（Sara Sohn）飾 帕美拉·南（Pamela Nam Kim），大衛·金的妻子、瑪歌·金的母親。
- 米雪兒·羅（Michelle La）飾 14歲的瑪歌·金（Margot Kim），大衛與帕美拉的女兒，失蹤了。
  - 劉卡雅（Kya Dawn Lau）飾 9歲的瑪歌。
  - （Megan Liu）飾 7歲的瑪歌。
  - （Alex Jayne Go）飾 5歲的瑪歌。
- 約瑟夫·李（Joseph Lee）飾 彼得·金（Peter Kim），大衛·金的弟弟，瑪歌·金的叔叔。
- 黛博拉·梅辛（Debra Messing）飾 維克（Detective Rosemary Vick），負責調查瑪歌失蹤案的探員。
- 史提夫麥可伊奇（Steven Michael Eich）飾 羅拔·維克（Robert Vick），維克的兒子。
- 里克·薩拉維亞（Ric Sarabia）飾 蘭迪·卡多夫（Randy Cartoff）。

## 發行
電影於2018年1月21日的辛丹斯電影節上舉行全球首映，不久之後，索尼影業全球收購以500萬美元購下電影的發行權。電影原訂於2018年8月3日發行，然而推遲在2018年8月31日廣泛上映之前，在2018年8月24日作有限上映。

## 評價
《人肉搜索》獲得媒體和影評家的好評，爛番茄基於258條評論，其中236條評論給出「新鮮」的評價，新鮮度91%，平均得分7.5/10，網站影評家共識寫著：「才華橫溢的演員將全面的角色塑造得栩栩如生，這進一步加強了《人肉搜索》的及時前提和原創執行力。」。在Metacritic上根據34條評論，得到71分（滿分100分）。
2022年，爛番茄網站整理「有史以來最好的81部亞裔美國電影」名單，本片排名第19名。

## 獲獎
- 2018年日舞影展（英语：2018 Sundance Film Festival） - Alfred P. Sloan Prize[12]
- 2018年日舞影展 - NEXT Audience Award[13]
- 2018年日舞影展 - Sundance Institute / Amazon Studios Narrative Producer Award[14]

## 影響
- 《全網公敵》：遊戲的製作組曾表示，遊戲在劇情設計和音樂上在深受《网络谜踪》所影響。
- 日本作家Shinosuke（日语：しんのすけ，本名齊藤進之介）在2022年2月出版的著作「《Cinema・Life Hack 解答人生煩惱的50部電影》」列舉《龍與雀斑公主》、《网络谜踪》、《惡水真相》三部電影，作為探討理解資訊化社會善惡議題的範例[15]。